# Gluconacetobacter diazotrophicus
Gluconacetobacter diazotrophicus (лат.) — вид бактерий из семейства Acetobacteraceae, первоначально изолированный из тканей корней и стеблей сахарного тростника. Считается, что этот вид отвечают за фиксацию атмосферного азота у сахарного тростника. Бактерия была найдена и на других богатых сахарозoй растениях, размножающихся вегетативным путём, таких как сладкий картофель (Ipomoea batatas) и слоновая трава (Pennisetum purpureum), а также на различных насекомых, обитающих на этих растениях.